# Netzsenker

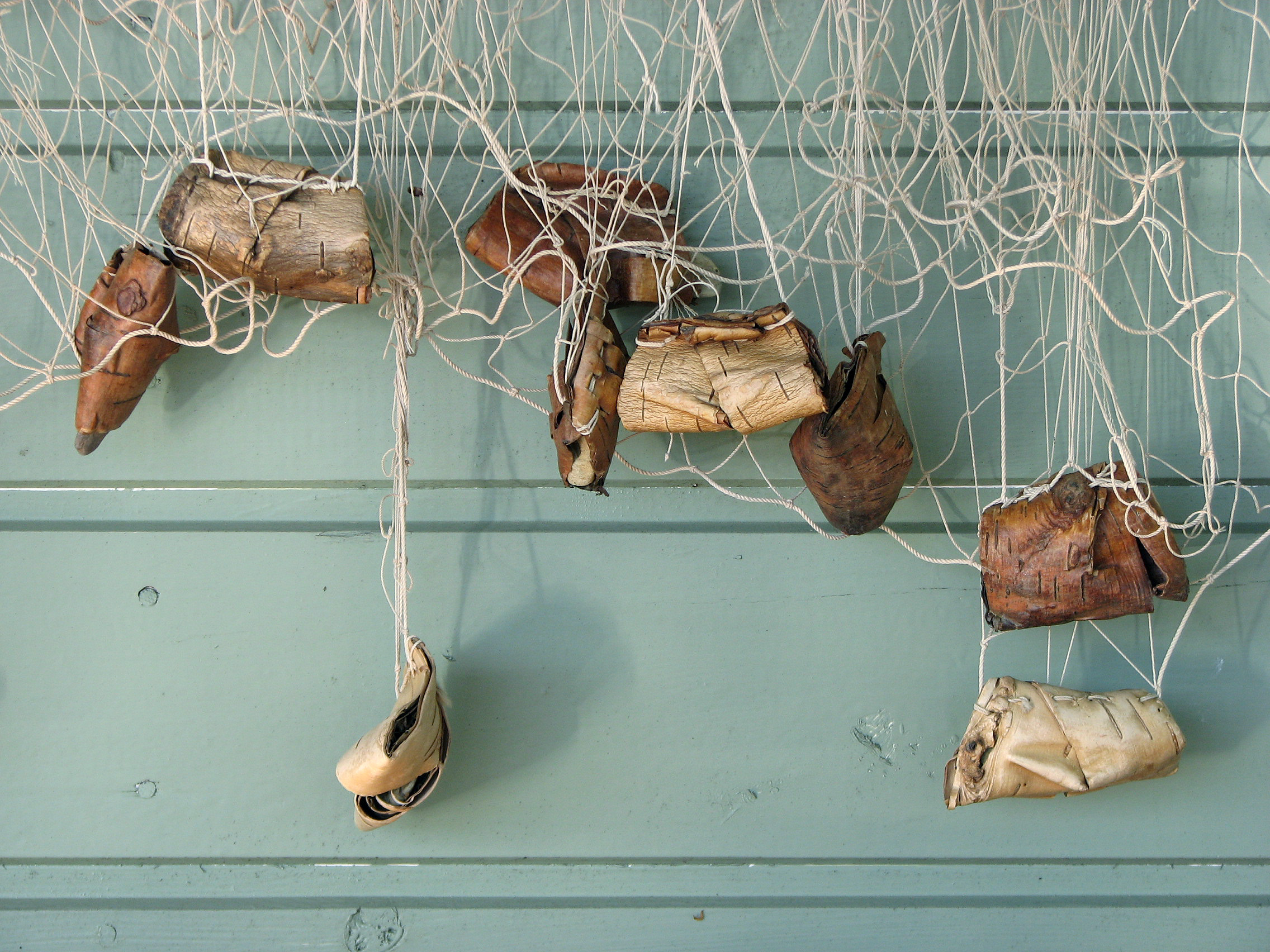
Netzsenker aus Birkenrinde, mit Steinen gefüllt

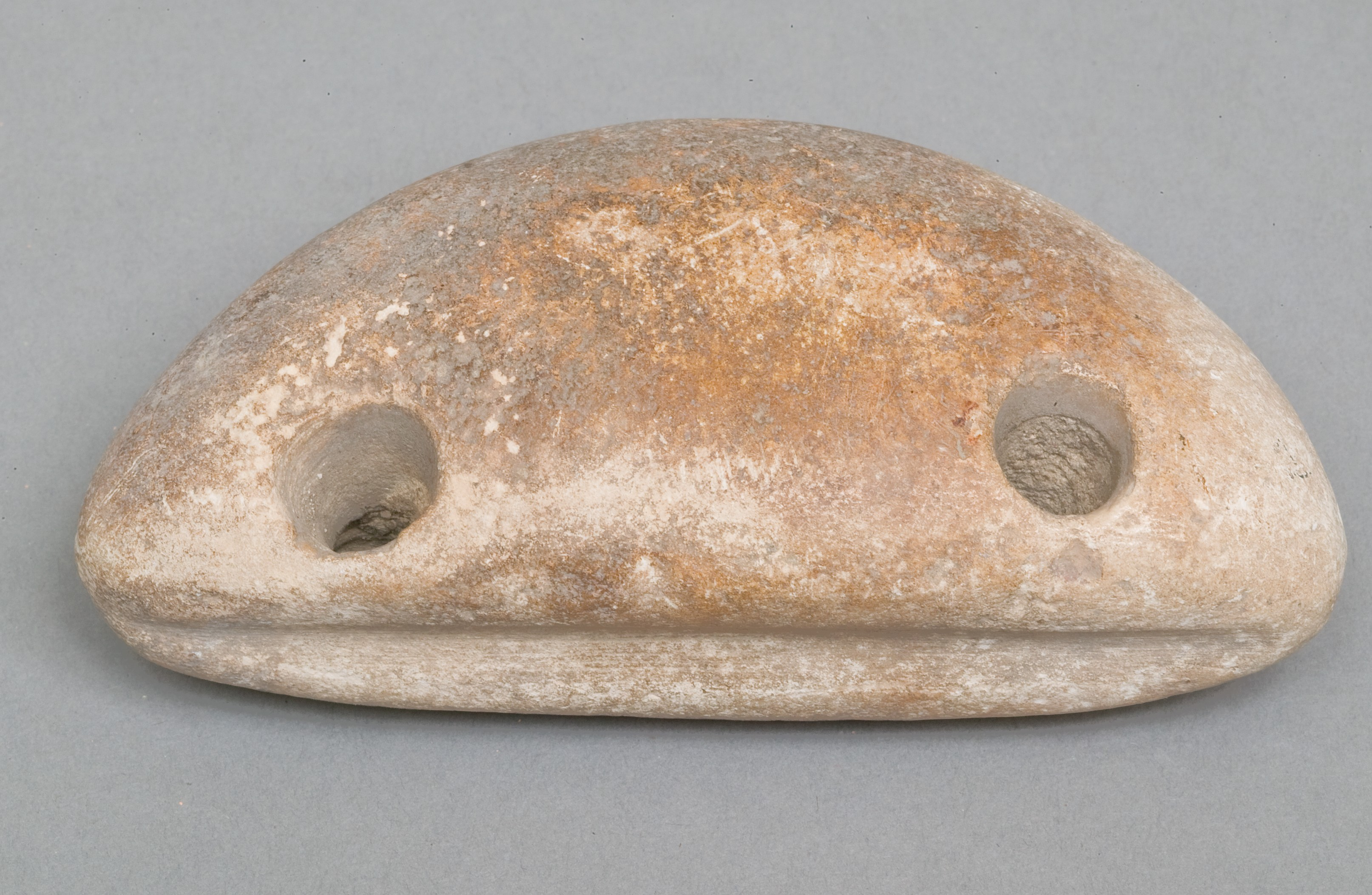
Netzsenker aus Stein

Netzsenker (englisch Net sinker) sind kleine Gewichte an den Unterleinen von Fischernetzen, die im Zusammenspiel mit Netzschwimmern Stellnetze senkrecht im Wasser halten (aufstellen). Gegenwärtig bestehen Netzsenker aus Blei, prähistorisch wurden sie aus Steinen oder Ton hergestellt.

## Geschichte
Früheste Nachweise von Netzsenkern stammen aus dem Mesolithikum. Diese bestanden oft aus etwa faustgroßen, mit mehr oder weniger umlaufenden Kerben oder einer Durchlochung versehen Steinen. Auf Orkney wurden Netzsenker (englisch fishing sinkers) aus Steatit gefunden. Es wurden vor allem natürliche Löcher aufweisende Hühnergötter verwendet. Später wurden Netzsenker auch aus Ton oder Blei angefertigt. Als Netzsenker betrachtet wird auch ein am Federsee gefundenes, etwa 30 cm langes mehrfach gerolltes und mit Lehm und Kieseln gefülltes Stück Birkenrinde. 
Netzsenker und Angelhaken aus Feuerstein stammen von der Fundstelle Friesack in Brandenburg.